# 堀内雄之
堀内 雄之（ほりうち ゆうし、1928年〈昭和3年〉 - 1992年〈平成4年〉）は日本の俳人。妻は俳人の堀内律子。愛媛県松山市出身。

## 来歴
愛媛県松山市にて生まれる。愛媛県立松山中学校（現在の愛媛県立松山東高等学校）卒業。
愛媛県庁の職員として勤務。1953年には、俳人の堀内律子と結婚。
1984年（昭和59年）、松山市を本拠地とする俳句の結社・俳誌 初花を創設。初代主宰に就任。
1992年（平成4年）、死去。
「子規堂の 小窓開けあり 葉鶏頭」の句碑が愛媛県松山市に建立されている。

## 親族
妻は俳人の堀内律子。律子は2002年に、俳誌 初花の4代目主宰へ就任した。俳人の大本あきらの娘は、律子の生家へ嫁いでいる。大本の曽孫は、作家の清古尊に当たる。

## 著書
- 『忘れ得ぬ人々』堀内律子、1994年
- 『雄之紀行 足で歴史を検証する』初花社、1994年
- 『紐解く 堀内雄之句集』初花社、1995年
- 『年の春 堀内雄之遺句集1』初花社、1999年
- 『年の春 堀内雄之遺句集2』初花社、2000年